# Schwetzingens slott

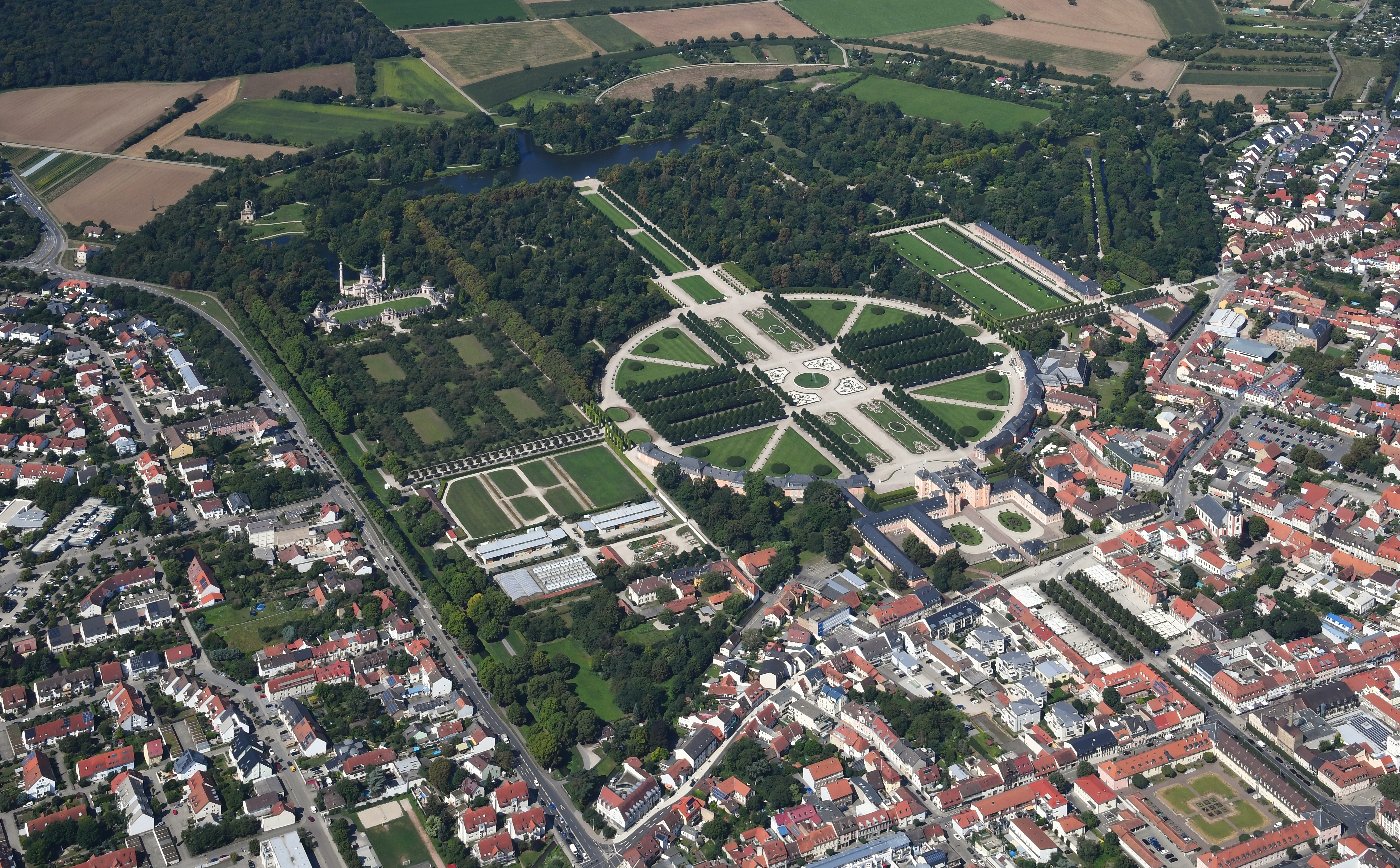
Schwetzingens slott (sett från luften i sydost).

Schwetzingens slott (tyska: Schloss Schwetzingen är ett palats i Schwetzingen i den tyska delstaten Baden-Württemberg. Palatset var kurfurstarna Karl III Philips och Karl Theodors sommarresidens. 
Palatset ligger ungefär mitt emellan städerna Heidelberg och Mannheim, och är mest känt för sina stora och rikt utsmyckade trädgårdar. Utöver dessa exceptionellt välbevarade trädgårdar och själva slottet, finns här också Schwetzingens slottsteater, centrum för den årligt återkommande Schwetzingens festival. Slottet och dess trädgård och tillhörande byggnader är sedan 20 september 1999 uppsatt på Tysklands tentativa världsarvslista.

## Palatset

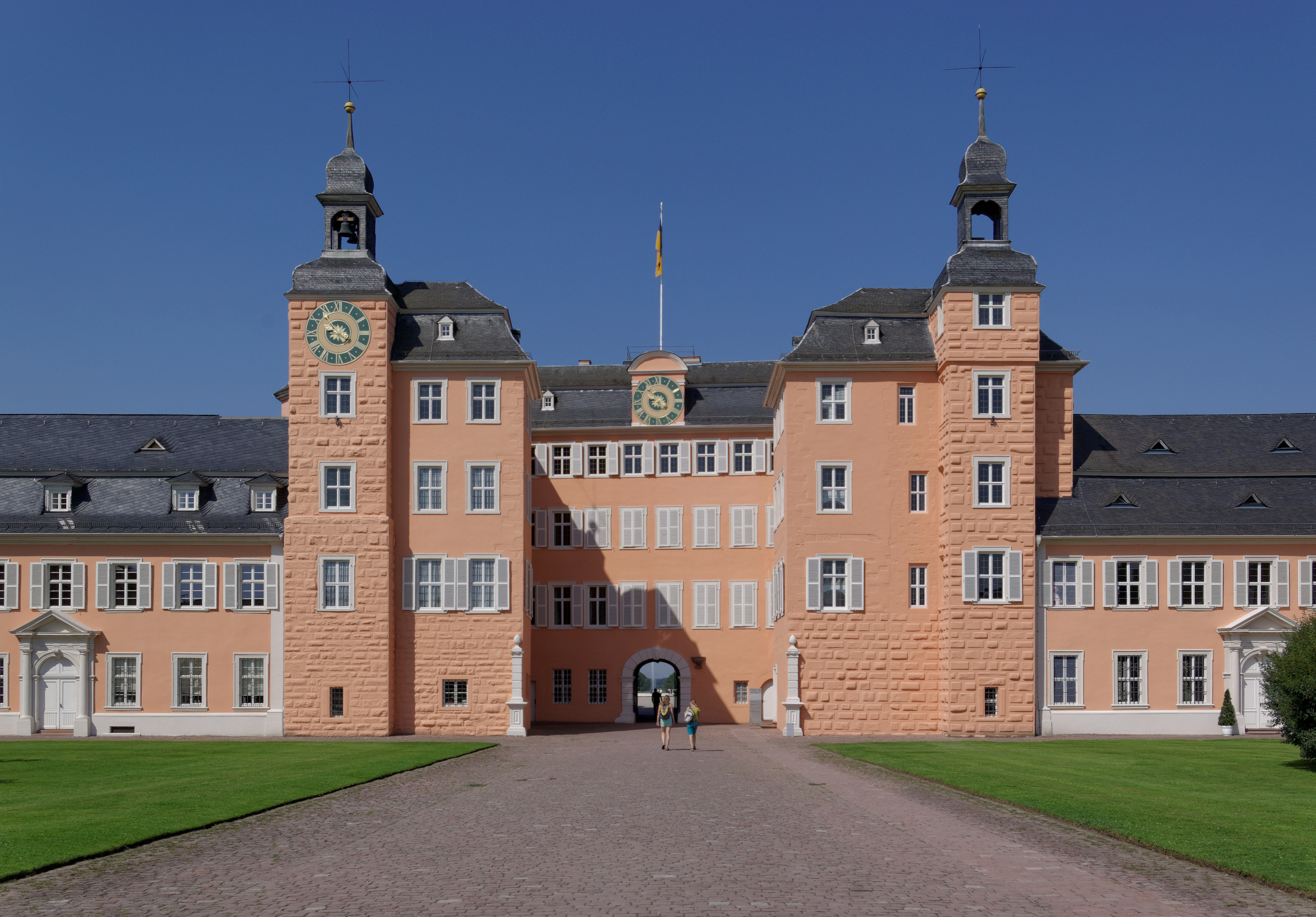
Schwetzingens slott (entrésidan)

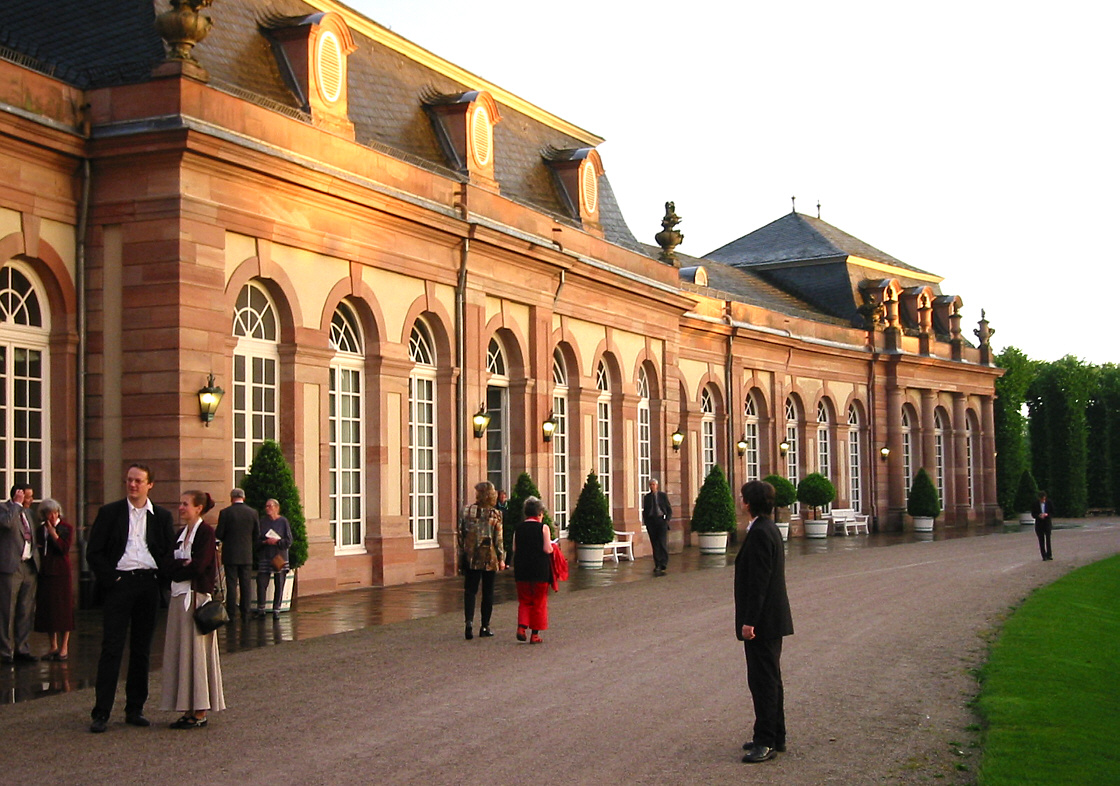
Zirkelbau (orangeri / mottagningsrum)

Huvudbyggnaden ersatte en 1600-tals jaktstuga som byggdes på grunden där ett äldre vallgravsomgärdat slott som det ännu finns kvar en del grunder och murar från (därav den något oregelbundna planen). Det byggdes med sitt nuvarande utseende under flera byggnadsprojekt mellan 1700 och 1750, delvis efter arkitekten Johann Adam Breunig från Heidelberg. 
Byggandet påbörjades under Johann Wilhelm von der Pfalz styre, för vilken slottet inte ännu var det officiella sommarresidenset, utan en enkel jaktstuga. Emellertid, skapades en ornamenterad, jämförelsevis ganska liten, första trädgård samma tid, vilken behölls och förskönades av Karl Philip. När den nya, betydligt större trädgården tillkom under Karl Theodor och började ta form på 1750- och 1760-talen, beställdes ritningar från arkitekt Nicolas de Pigage till ett nytt palats som skulle storleksmässigt vara i nivå med dess omgivning. Men, främst på grund av andra projekt som krävde pengar (färdigställandet av det gigantiska nya Mannheimpalatset och återuppbyggandet av Benraths slott), verkställdes inga av dessa planer. Som ett resultat, är den blygsamma byggnaden som står här idag, fullständigt övermannad av trädgårdens enorma storlek och prakt. Det skulle därför vara mer korrekt att kalla anläggningen för "trädgården med slottet i Schwetzingen" och inte tvärtom. 
Det mesta av den ursprungliga invändiga inredningen har överlevt. Efter ett omfattande restaureringsarbete i slutet av 1900-talet är nu flera av de möblerade våningarna återställda i ett skick deras tidigare bostadsinnehavare hade känt till. Rummen kanske inte har den enorma prakt som finns på andra håll i tyska prinsboställen, men de förmedlar en levande bild av kurfurstens vardagsliv. 
Byggnaden var dock för liten att också inrymma mottagningsrummen som behövdes vid inbjudningar. Dessa - bestående av två stora salar och slottsteatern - inkorporerades istället i de två symmetriskt krökta utbyggnaderna (Zirkelbauten) på trädgårdens framsida, ursprungligen enbart avsedda att fungera som orangerier.

## Trädgården

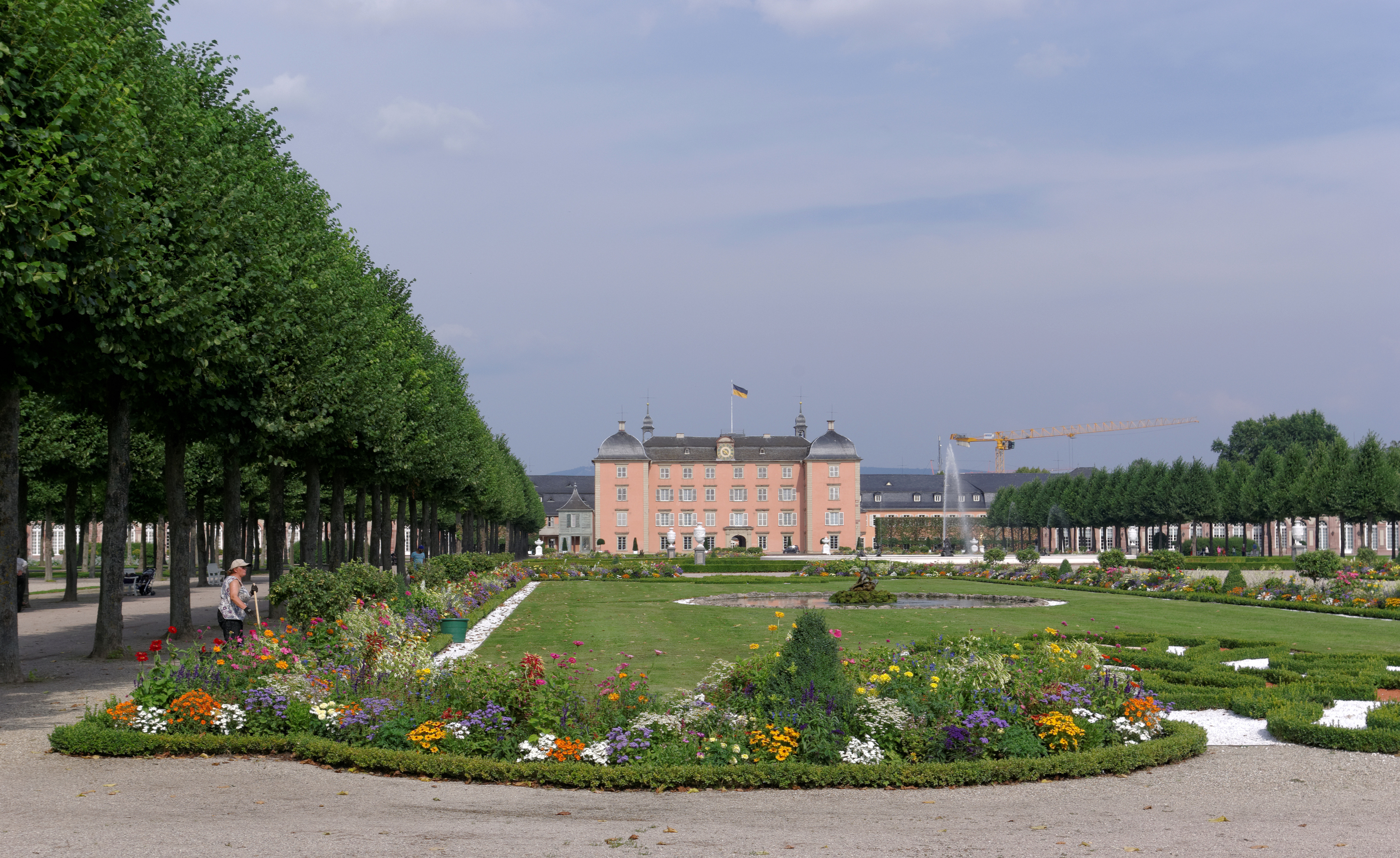
Parterre i den formella trädgården

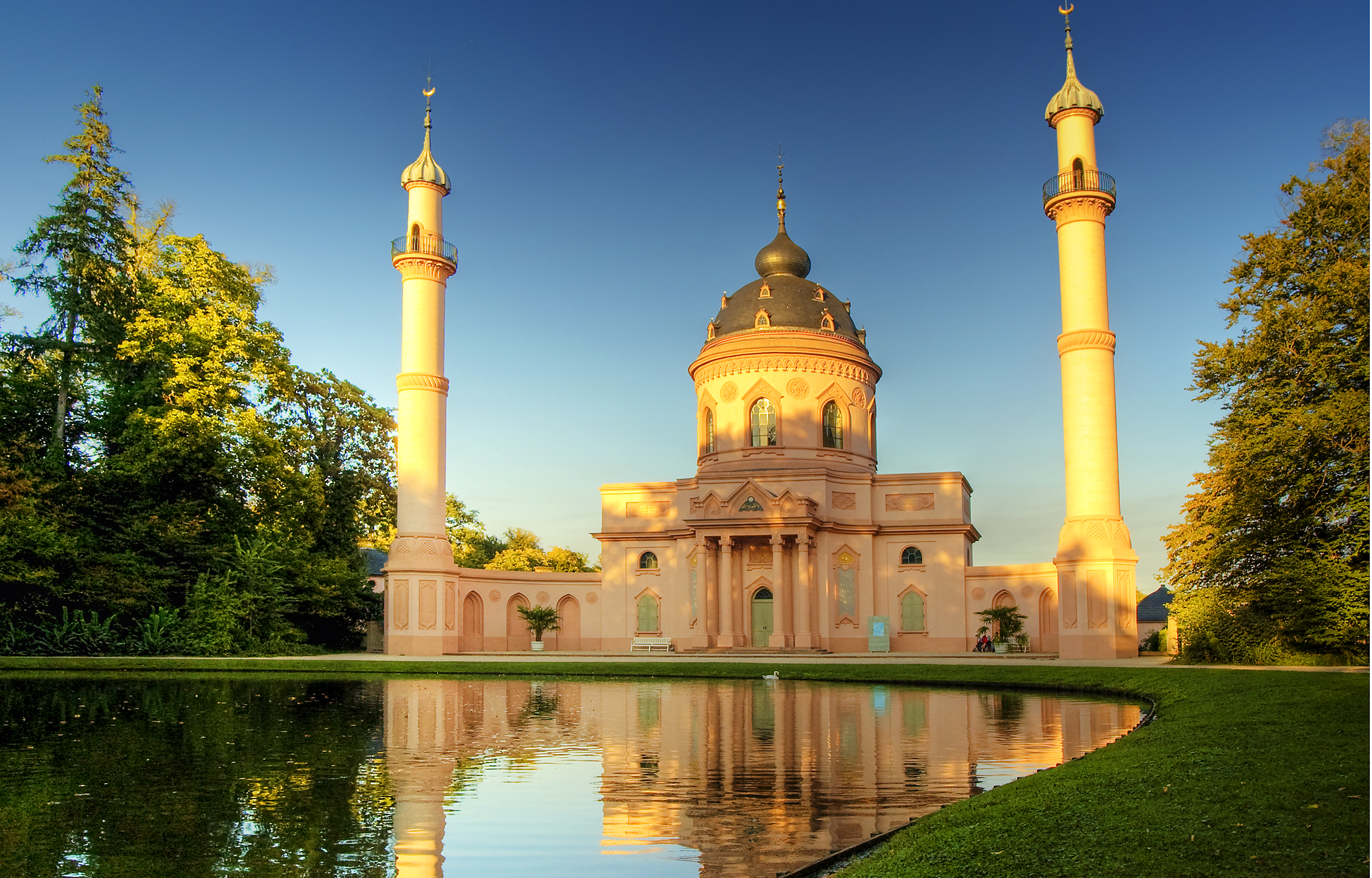
En moské, en av trädgårdens alla fåfängor

Under andra halvan av 1700-talet, då den nuvarande trädgården skapades, blev den formella trädgården av fransk typ gradvis ersatt med den engelska parken som den förhärskande trädgårdsstilen. Det stora antalet prinsliga gods i Tysk-Romerska riket var snabba med att ta upp förändringen, ofta genom att modellera om de äldre trädgårdarna efter den nya smaken.
Schwetzingens trädgård kanske reflekterar denna fundamentala attitydförändring på ett unikt sätt, då dess skapare faktiskt försökte förena de två motstående stilarna. I enlighet därmed så är de äldsta delarna strikt formella och de nyare har mer "naturliga" inslag. Men hänsyn togs för att se till att det slutliga arbetet fortfarande skulle utgöra en sammanhängande enhet. Som ett resultat av detta beskrivs Schwetzingen ibland som det främsta kvarlevande exemplet på en övergångsstil, den "anglo-kinesiska" trädgården, men genom sin mångfald så överskrider den gränserna för denna speciella - och kortlivade - stil.
Den första planen, utformad av trädgårdsmästaren Petrie av Zweibrücken, introducerade ett högre ovanligt motiv, nämligen att den primära parterren lades i en fullständig cirkel. Denna finns kvar oförändrad och är ett vackert inslag som särskiljer Schwetzingen från andra samtida skapelser. Utöver detta var den första utformningen ganska konventionell, om än något gammaldags till sin karaktär. Detta verkar i mångt och mycket ha berott på den franska teoretikern Dezallier d'Argenvilles lärobok Théorie et practique du jardinage, som hade en viss förkärlek för mindre revolutionära lösningar; som ett exempel på detta ser parterrens broderiplanteringar ganska timida ut när de jämförs med andra lite mer vågade förslag av d'Argenville. 
Inom ramen för Nicolas de Pigages arbete blev trädgårdsplanen uppdaterad och kraftigt utvidgad, samtidigt som det mesta av dess ursprungliga kännemärken bevarades. Till skillnad från sin föregångare, var Pigage välbekant med det senaste inom stilutvecklingen. Det mesta av designerna han gjorde för Schwetzingen, vilka spände över en period på drygt 20 år, måste anses progressiva och toppmoderna. Dock blev inte alla av dessa genomförda, och efterhand som tiden förflöt, kritiserades prinsen (och kanske också arkitekten) för sin ovilja att göra en fullständig övergång till den engelska stilen. I synnerhet från trädgårdsdesignteoretikern Christian Cay Lorenz Hirschfeld). Undantagna från Hirschfelds kritik var dock den mängd av fåfängor som Pigage byggde i olika delar av trädgården. Den enastående arkitektoniska kvaliteten av dessa små, enormt genomarbetade, byggnader var allmänt erkända (Hirschfeld var dock emot deras antal - han hade föredragit färre av dem). På de nyare, mer fullständigt utvecklade landskapsformade delarna, samarbetade Pigage nära med den uppåtgående trädgårdsdesignern Friedrich Ludwig von Sckell.
Skulpturerna i trädgården var av olika kvalitet, med några mediokra dekorativa stycken, räddade från den tidigare trädgården och ett antal andra platser, liksom några imponerande arbeten av Peter Anton von Verschaffelt och många andra. En särskild skulptur, en avbildning av mytologins Pan sittande på en klippa och spelande på sin flöjt, var mycket uppskattad på denna tid. Den är ett arbete av skulptören Simon Peter Lamine från Mannheim. En replika, gjord av samma mästare, avtäcktes ett tjugotal år senare vid slottet Nymphenburg i München. 
De flesta av skulpturerna inom parterren, och vissa av de verk som senare hamnat på annat håll, ropades in på auktion på 1760-talet. Detta är främst verk av den för dåtiden berömda franska konstnären Barthélemy Guibal, vilka tidigare utgjort utsmyckning av palatset Lunéville som tillhört den avsatte polske kungen Stanisław Leszczyński. Större delen av skulpturerna har numera ersatts med moderna replikor för att undvika ytterligare nedbrytning. Originalen finns utställda i det "nya orangeriet".

## Slottsteatern

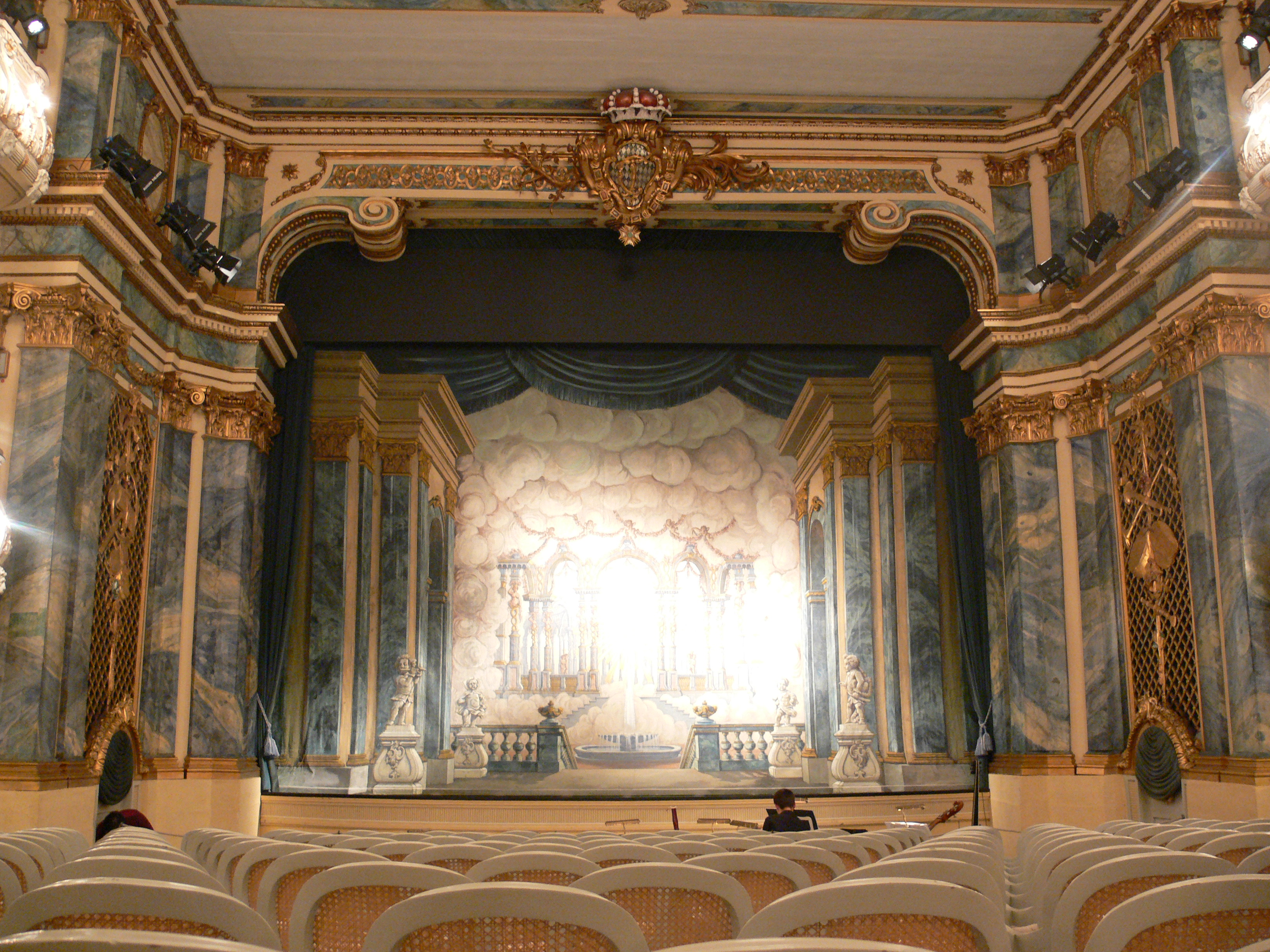
Teaterscenen

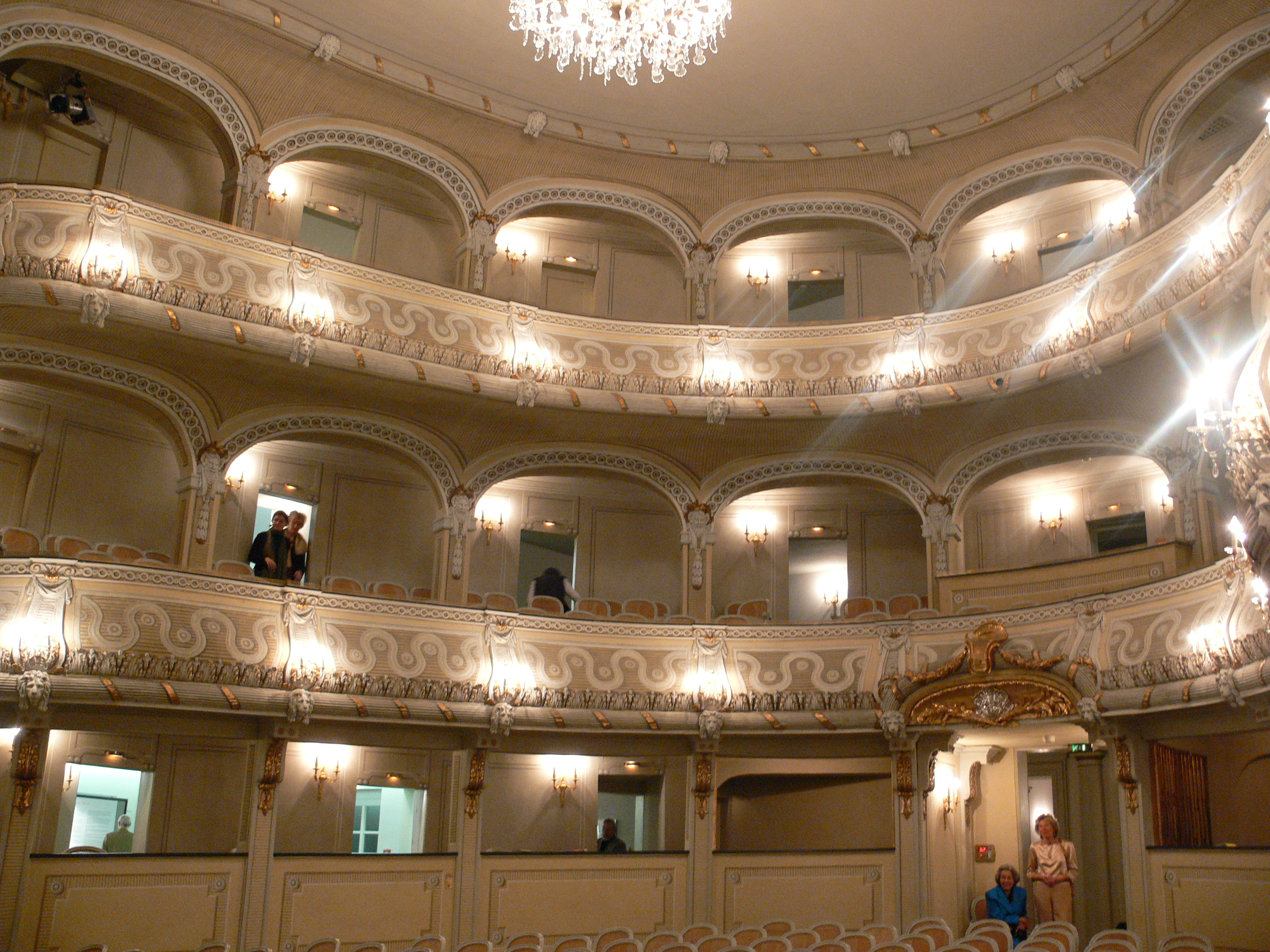
Teaterns auditorium

Precis som trädgården är teatern på många sätt en syntes av motstridiga stilar. Den byggdes ursprungligen 1753, efter Pigages ritningar och på mycket kort tid, den kan ses som en ren rokoko-skapelse. Under senare renoveringar blandades detta med tidiga nyklassiska tendenser. 
I sitt första utförande, följde teatern den franska gårdsteaterns utseende, och hade inte inramningar (vilket var standard i "italienska" teatrar). För att utvidga den, lät man genomborra den bakre väggen med en arkad, och skapade därigenom en mer "bos-like" impression. Som ett resultat, kan teatern, åtminstone visuellt, också ses som en kombination av de vanliga "franska" och "italienska" stilarna, även om anpassningen, i detta fall, främst gjordes av praktiska skäl. Liksom med trädgården, är den totala effekten väldigt homogen och estetiskt tilltalande. 
En bit in på 1900-talet hade teatern fortfarande kvar sitt ursprungliga maskineri. Sorgligt nog gick detta förlorat och ersattes med moderna faciliteter, först på 1950-talet, sedan återigen på 1970-talet, då området bakom scen också utvidgades.